# 佛爾岩塬石窟
佛爾岩塬石窟位於四川省巴中市通江縣，文物遺址年代判定為唐至宋。2012年7月16日公佈為第八批四川省文物保護單位。
佛爾岩塬石窟位於四川省巴中市通江縣楊柏鄉賈村觀村四組佛爾岩塬，崖體坐東向西，現有龕窟4個，造像14尊。分南北兩區，北區3龕，造像11尊，南區1龕，造像3尊，兩區相距50米。造像最大金高1.5米，寬2.08米，最小龕高0.6米，寬0.48米。石窟造像有七尊、三尊、單尊三種。石窟中以佛教造像為主，兼有道教造像。特別是具有唐代風格的1號佛教造像龕，龕窟形制為外方內圓龕，內外金間飾二蹲獅及一地鬼頂地華蓋，造像題材以一佛二弟子二菩薩二力士七身一鋪組合，佛有桃形頭光，頭戴寶冠，面相方圓，內穿僧祇支，外穿褒衣博帶式僧衣，雙手疊放手心向上托寶珠，結跏趺坐於懸長座上，僧衣自然垂懸於座上。佛爾岩塬石窟中佛、弟子似道似佛的裝束在其它地方的石窟中少見，對研究通江境內宗教及雕刻藝術提供了重要的實物資料。第三次全國文物普查新發現。